# Kenneth Stokoe
Kenneth H. Stokoe II (* um 1944) ist ein US-amerikanischer Bauingenieur, der sich mit Geotechnik befasst und Professor an der University of Texas at Austin ist.
Stokoe studierte an der University of Michigan mit dem Bachelorabschluss 1966 und dem Masterabschluss 1967 und wurde dort 1972 in Bauingenieurwesen promoviert. 1972 wurde er Assistant Professor an der University of Massachusetts und 1972 an der University of Texas at Austin, wo er später Professor wurde.
1987 war er Gastprofessor an der Universität Neapel.
Stokoe befasste sich mit der Anwendung geophysikalischer Verfahren (Seismologie) in der Baugrunderkundung auch Offshore sowie mit Offshore-Geotechnik, zerstörungsfreier Messung z. B. von Straßen und Landebahnen mit einem von ihm mit-entwickelten Deflektometer (RDD, Rolling Dynamic Deflectometer), Geodynamik (dynamisches Verhalten von Böden z. B. bei Erdbeben) und dynamischer Pfahlanalyse.
Beim RDD wird der Straßenzustand beurteilt, indem kontinuierlich mit einem abgewandelten Vibroseis-LKW sinusförmige dynamische Kräfte aufgebracht werden und gleichzeitig an mehreren Sensoren des LKW die dabei erzeugte Auslenkung der Fahrbahn gemessen wird.
Er ist Mitglied der National Academy of Engineering. Er ist Mitglied der ASCE, der Seismological Society of America und der Society of Exploration Geophysicists.
2011 hielt er die Terzaghi Lecture.

## Schriften
- mit James Bay Development of a rolling dynamic deflectometer for continuous deflection testing of pavements, Transportation Research, Bureau of Engineering Research, University of Texas at Austin 1998
- mit M. B. Darendeli, R. D. Andrus, L. T. Brown, L. T. Dynamic Soil Properties: Laboratory, Field and Correlation Studies, in Sêco e Pinto (Herausgeber): Proceedings, Second International Conference on Earthquake Geotechnical Engineering, A.A. Balkema Publishers/Rotterdam & Brookfield, Netherlands, Band 3, 1999, S. 811–845.
- mit R. D. Andrus Liquefaction Resistance of Soils From Shear-Wave Velocity, Journal of Geotechnical and Geoenvironmental Engineering, ASCE, Band 126, 2000, S. 1015–1025.
- mit J. a. Bay, M. T. McNerney, S. Soralump, D. Vanvleet, D. K. Rozycki Evaluation of Runway Pavements at the Sea-Tac International Airport Using Continuous Deflection Profiles Measured with the Rolling Dynamic Deflectometer, Transportation Research Record, Nr. 1716, 2000, S. 1–9.
- mit C. Santamarina The Increasing Role of Geophysically-Based Tests in Geotechnical Engineering, International Conference on Geotechnical and Geological Engineering, GeoEng 2000, Melbourne, Band 1, S. 1490–1536.
- mit B. L. Rosenblad Offshore Shear Wave Velocity Profiling Using Interface Waves, OTRC 2001 Conference, April 26-27, 2001, Houston, TX.